# Bidi Bidi Bom Bom
Bidi Bidi Bom Bom je píseň z alba Amor Prohibido americké zpěvačky Seleny. Skladba byla nahrána v roce 1993 a oficiálně vydána 13. srpna 1994.

## Graf
| Umístění v hitparádě (1994)                   | Nejvýše |
| --------------------------------------------- | ------- |
| US Hot Latin Tracks (Billboard)               | 1       |
| US Latin Regional Mexican Airplay (Billboard) | 4       |
| US Latin Pop Songs (Billboard)                | 11      |

## Ocenění
| Rok  | Cena                                      | Kategorie                  |
| ---- | ----------------------------------------- | -------------------------- |
| 1994 | Tejano Music Awards                       | skladba roku               |
| 1996 | Broadcast Music Incorporated Latin Awards | nejvíce hraná skladba roku |
| 2010 | Tejano Music Awards                       | nejlepší skladby 90. let   |